# WORLD TOUR 2012 LIVE at MADISON SQUARE GARDEN
『WORLD TOUR 2012 LIVE at MADISON SQUARE GARDEN』（ワールド ツアー にせんじゅうに ライブ アット マディソン・スクエア・ガーデン）は、日本のロックバンド、L'Arc〜en〜Cielのライブビデオ。DVD版は2012年12月26日、BD版は2014年3月19日発売。発売元はKi/oon Music。

## 解説
本作品は、L'Arc〜en〜Cielが2012年3月から海外8ヶ国10都市で全10公演を開催したワールドツアー「WORLD TOUR 2012」から、同年3月25日アメリカ・ニューヨークのマディソン・スクエア・ガーデン公演の模様を収録したライブビデオである。
L'Arc〜en〜Cielがアメリカでライブを開催するのは、2004年7月31日にボルチモアのファースト・マリナー・アリーナで行われたイベント「OTAKON 2004」の一環として開催した「Live in USA」以来2度目のことである。また、マディソン・スクエア・ガーデンでの単独公演開催は日本人アーティストとして初のことで、この公演では約1万2000人を動員している。ちなみにニューヨーク公演が決まった当初は、マディソン・スクエア・ガーデンの附属施設となるシアターでの開催が予定されていたが、多くのチケット申し込みがあったことを受け、アリーナでの公演に変更されたという背景がある。そして、この公演の模様は、日本全国29ヶ所の映画館において、2012年3月26日午前9時から生中継でライブビューイングされることとなり、全国で約1万5000人を動員した。
このニューヨーク公演は、L'Arc〜en〜Cielが開催してきたライブの中で、一つの集大成ともいえる公演になっている。この公演の開催前に受けた日本および現地メディアの取材において、メンバーは「日本代表としてがんばりたい」と意気込みを告白していた。余談だが、hydeはこの公演を開催するにあたり、数多くのセレブリティのヘアメイクを担当するカレン・シー・ビショップをスタイリストに起用している。また、tetsuyaはこのワールドツアーで、"有名"と刺繍された上着を着用している。これは、マディソン・スクエア・ガーデンに初めて立った日本人アーティストであるLOUDNESSのボーカリスト、二井原実が着ていたシャツのデザインをオマージュしたもので、tetsuya曰く、リスペクトの想いを込めて着用したという。さらに、この公演を終えた後のインタビューにおいて、hydeは「演奏中にトラブルもあったけど、信頼しているメンバーとスタッフだから乗り越えられた。アメリカのファンはクールだと思ってたけど、一緒に歌ってくれて感動した」「今までのライブの中で一番覚悟が違った。日本の旗を持ってきてライブをした気分だった」、tetsuyaは「ニューヨークでのライブは初めてなんで、いろいろ問題も多くて課題の残るライブだった」と振り返っている。
なお、ニューヨーク公演の模様は、2012年7月21日にNHK BSプレミアムで放送された音楽番組『音楽熱帯夜 "L'Arc〜en〜Ciel Live at Madison Square Garden WORLD TOUR 2012"』にて、公演前日のインタビューと共に一部流されている。さらに、公式YouTubeアーティストチャンネルで2019年12月11日から7日連続で実施した企画「YouTube Seven days 2019」において、ニューヨーク公演で披露した「READY STEADY GO」のライブ映像がプレミア公開されている。そして、2021年12月21日には、同年に開局30周年を迎えたテレビ局、WOWOWとバンドのコラボレーション企画「WOWOW×L'Arc〜en〜Ciel 30th L'Anniversary Special Collaboration」の一環として、この公演の模様がWOWOWで放送された。
フィジカルは初回生産限定盤（DVD＋2CD）と通常盤（DVD）の2形態でリリースされ、初回生産限定盤にはライブフォトブック、及びライブ音源を収録した2枚組CDが封入された。なお、L'Arc〜en〜Cielがライブ音源のみを収めたCD作品をリリースするのは、本作が初めてのこととなった（アルバム『AWAKE』の米国盤で「HEAVEN'S DRIVE」のライブ音源がボーナストラックとして1曲収録されていたことはある）。また、店頭先着予約特典として、全国のCDショップでこのDVDの初回生産限定盤、通常盤のいずれかを予約購入すると、先着でオリジナルグッズ「きらきら☆までぃそんショッピングバッグ」がプレゼントされた。
そして2014年2月26日には、本作を含む音楽作品18タイトルを収録したBD-BOX『L'Aive Blu-ray BOX -Limited Edition-』が発売されており、この作品にはライブ音源CDも収録されている。さらに2014年3月19日には、前述のボックス・セットに収められた本作のBlu-ray Disc版が単体でリリースされた。

## 収録曲
- DVD版は本編を2枚に、BD版は1枚に収録。DVD版は「あなた」以降がDisc 2となる。

1. いばらの涙
2. CHASE -English version-
3. GOOD LUCK MY WAY
4. HONEY
5. DRINK IT DOWN
6. REVELATION
7. 叙情詩
8. X X X -English version-
9. fate
10. forbidden lover
11. MY HEART DRAWS A DREAM
12. Caress of Venus
13. Driver's High
14. STAY AWAY
15. READY STEADY GO
16. あなた
17. winter fall
18. Blurry Eyes
19. 虹

## 初回生産限定盤付属CD
『WORLD TOUR 2012 LIVE at MADISON SQUARE GARDEN』
| #   | タイトル                    | 作詞 | 作曲・編曲 | 時間 |
| --- | --------------------------- | ---- | ---------- | ---- |
| 1.  | 「いばらの涙」              |      |            | 6:09 |
| 2.  | 「CHASE -English version-」 |      |            | 4:20 |
| 3.  | 「GOOD LUCK MY WAY」        |      |            | 5:54 |
| 4.  | 「HONEY」                   |      |            | 3:46 |
| 5.  | 「DRINK IT DOWN」           |      |            | 4:03 |
| 6.  | 「REVELATION」              |      |            | 5:43 |
| 7.  | 「叙情詩」                  |      |            | 7:06 |
| 8.  | 「X X X -English version-」 |      |            | 4:33 |
| 9.  | 「fate」                    |      |            | 5:49 |
| 10. | 「forbidden lover」         |      |            | 6:10 |
| 11. | 「MY HEART DRAWS A DREAM」  |      |            | 7:39 |

| #  | タイトル            | 作詞 | 作曲・編曲 | 時間 |
| -- | ------------------- | ---- | ---------- | ---- |
| 1. | 「Caress of Venus」 |      |            | 4:33 |
| 2. | 「Driver's High」   |      |            | 5:05 |
| 3. | 「STAY AWAY」       |      |            | 5:48 |
| 4. | 「READY STEADY GO」 |      |            | 4:44 |
| 5. | 「あなた」          |      |            | 8:23 |
| 6. | 「winter fall」     |      |            | 4:50 |
| 7. | 「Blurry Eyes」     |      |            | 8:06 |
| 8. | 「虹」              |      |            | 6:23 |

## DVD・Blu-ray
- 『20th L'Anniversary WORLD TOUR 2012 THE FINAL LIVE at 国立競技場』 -  2012年に開催したライブツアー「20th L'Anniversary WORLD TOUR 2012 THE FINAL」の5月27日に行った東京2日目公演の模様を収録
- 『DOCUMENTARY FILMS 〜WORLD TOUR 2012〜「Over The L'Arc-en-Ciel」』  - 2012年に開催したライブツアー「WORLD TOUR 2012」のドキュメンタリー・ビデオ